# Nikolai Köstner
Nikolai Köstner (* 14. Märzjul. / 26. März 1889greg. auf dem Gut Tammistu, Landgemeinde Luunja, Gouvernement Livland; † 17. Februar 1959 in Kairo, Ägypten) war ein estnischer Politiker und Wirtschaftswissenschaftler.

## Frühe Jahre
Nikolai Köstner wurde im heutigen Südestland als Sohn des Kutschers Jaak Köstner und dessen Ehefrau Ann Jermakoff geboren. Er besuchte von 1896 bis 1899 die Gemeindeschule von Tammistu, 1900/1901 das Lehrerseminar von Tartu und von 1901 bis 1907 die Tartuer Realschule. Anschließend ging er zum Studium nach Russland. Köstner schloss 1915 sein Studium am Handelsinstitut von Moskau mit Grad eines cand. rer. oec. ab.

## Politik
Bereits 1905 engagierte sich Köstner für linksgerichtete Ideen. Während des russischen Revolutionsjahrs 1917 ging er in die aktive Politik. Köstner wurde 1917 in den Provisorischen Landtag des Gouvernements Estland gewählt. Im Oktober/November 1917 bekleidete der Sozialdemokrat das Amt des 2. stellvertretenden Vorsitzenden. 1918 war Köstner stellvertretender Vorsitzender des Stadtrats von Tallinn.
Nach Ausrufung der staatlichen Unabhängigkeit Estlands am 24. Februar 1918 wurde Köstner ab November 1918 Industrie- und Handelsminister in der zweiten und dritten provisorischen Regierung der Republik Estland unter Ministerpräsident Konstantin Päts. Köstner gehörte der Estnischen Sozialdemokratischen Arbeiterpartei (Eesti Sotsiaaldemokraatlik Tööliste Partei - ESDTP) an.
Bei der Wahl zur Verfassungsgebenden Versammlung der Republik Estland (Asutav Kogu) wurde Köstner in die Konstituante gewählt. Die Sozialdemokraten stellten mit 41 der 120 Abgeordneten die stärkste Fraktion. Von Mai bis November 1919 war Köstner Minister für Handel, Industrie und Verkehr in der Koalitionsregierung von Ministerpräsident Otto Strandman.
Von 1918 bis 1920 war Köstner Mitglied der estnischen Delegation bei der Pariser Friedenskonferenz. 1921/22 vertrat Köstner im Range eines Konsuls die Republik Estland in den USA. 1922 erkannte die US-amerikanische Regierung die Republik Estland de jure völkerrechtlich an.

## Wirtschaftswissenschaftler
Von 1922 bis 1927 war Köstner als Berater im estnischen Finanzministerium tätig. Gleichzeitig lehrte er die Fächer Statistik und Wirtschaftsgeographie an der Universität Tartu. 1932 wurde ihm der Titel eines außerordentlichen Professors für angewandte politische Ökonomie verliehen. Von 1923 bis 1926 war Köstner gleichzeitig Redakteur der Wirtschaftszeitschrift Eesti Majandus. Seine Arbeiten veröffentlichte er auch unter den Namen Homo oeconomicus und (Prof.) Simpleton.
1927 war Köstner einer der Vordenker der Währungsreform in Estland. Ab 1. Januar 1928 ersetzte die Estnische Krone die bis dahin geltende Estnische Mark. Von 1928 bis 1932 war Köstner Vertreter der Regierung bei der estnischen Zentralbank (Eesti Pank). In dieser Zeit traf die Weltwirtschaftskrise auch Estland hart.
Anschließend stellte er seine Arbeit in den Dienst des Völkerbundes. Von 1932 bis 1940 war Köstner Kommissar des Völkerbundes bei der bulgarischen Zentralbank. Ab 1941 arbeitete er in Ägypten und beriet die dortige Notenbank.
Nikolai Köstner starb 1959 in Kairo. Er liegt auf dem dortigen Deutschen Friedhof begraben.

## Privatleben

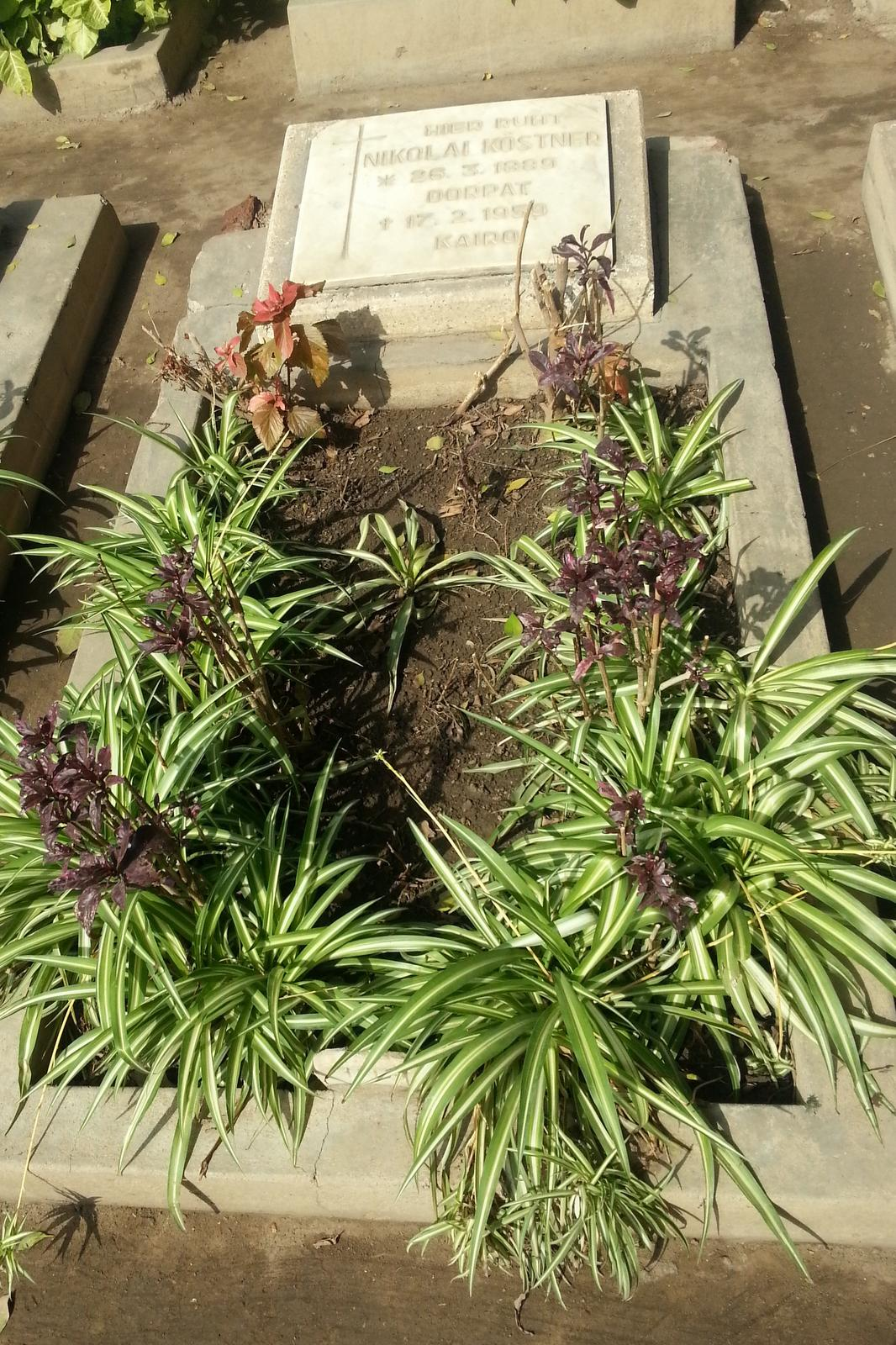
Grabstelle von Nikolai Köstner auf dem Deutschen Friedhof Kairo

Nikolai Köstner war drei Mal verheiratet: von 1912 bis 1921 mit Lina Ibrus, von 1922 bis 1932 mit der Regensburgerin Babette Anette Seidlitz (geb. Ehrhardt) und ab 1932 mit Fanny Moor. Er hatte zwei Söhne.